# Dirk Kramer
Dirk Kramer (ur. 11 kwietnia 1960 w Korbach) – niemiecki skoczek narciarski i specjalista kombinacji norweskiej, olimpijczyk.
W zawodach międzynarodowych zadebiutował podczas 25. Turnieju Czterech Skoczni, gdzie zajął 71. miejsce w Oberstdorfie i 70. w Garmisch-Partenkirchen. Na 27. Turnieju Czterech Skoczni zaliczył lepszy występ – 49. miejsce w Oberstdorfie, 68. w Ga-Pa i 69. w Innsbrucku, a w ogólnej klasyfikacji uplasował się na 71. lokacie.
17 grudnia 1983 zadebiutował w zawodach Pucharu Świata w kombinacji norweskiej w Seefeld, gdzie zajął 12. miejsce. Jego najwyższą lokatą w karierze było 8. miejsce z grudnia 1984 Oberwiesenthal. Startował do 1988.
Zajął 23. miejsce w klasyfikacji generalnej Pucharu Świata 1983/1984, 22. w następnym sezonie, ponownie 23. w sezonie 1985/1986, 28. rok później i 31. w ostatnim roku startów.
Wystąpił na Zimowych Igrzyskach Olimpijskich 1984 w Sarajewie, gdzie oddał dwa skoki na odległość 94,5 m, a w biegu był trzynasty, co w sumie dało mu osiemnastą pozycję w konkursie.
Kramer był kapralem w wojsku do 1992, w latach 1988-1992 był serwismanem reprezentacji Niemiec w biathlonie. Pełnił rolę dyrektora konkursów Pucharu Świata w skokach narciarskich w Willingen w kilku sezonach.